# Adrasus
Adrasus (łac. Dioecesis Adrasenus) – stolica historycznej diecezji w Cesarstwie Rzymskim (prowincja Isauria), współcześnie w Turcji. Od XVIII w. katolickie biskupstwo tytularne (wakujące od 1970).
Biskupem tytularnym Adrasus był biskup pomocniczy Sejn (późniejszy metropolita warszawski), Stanisław Kostka Choromański.

## Biskupi tytularni
| Lp. | Biskup                            | Funkcja                                     | Od                   | Do                |
| --- | --------------------------------- | ------------------------------------------- | -------------------- | ----------------- |
| 1   | François Maria Collet SJ          |                                             | 14 kwietnia 1766     | 11 września 1772  |
| 2   | Stanisław Kostka Choromański      | biskup pomocniczy Sejn (Polska)             | 15 grudnia 1828      | 21 listopada 1836 |
| 3   | György Girk                       | biskup pomocniczy Kalocsy                   | 17 września 1838     | 10 marca 1853     |
| 4   | Vital-Honoré Tirmarche            |                                             | 10 czerwca 1853      | 17 lipca 1871     |
| 5   | Jacques Bax CICM                  | wikariusz apostolski Mongolii               | 23 października 1874 | 4 stycznia 1895   |
| 6   | John Gallagher                    | biskup koadiutor Goulburn (Australia)       | 29 marca 1895        | 13 czerwca 1900   |
| 7   | Florian-Jean-Baptiste Démange MEP | wikariusz apostolski Taiku (Korea)          | 8 kwietnia 1911      | 9 lutego 1938     |
| 8   | Melquisedec del Canto Terán       | emerytowany biskup San Felipe (Chile)       | 18 marca 1938        | 15 czerwca 1940   |
| 9   | Henry Thünemann OSFS              | wikariusz apostolski Keimoes (RPA)          | 9 lipca 1940         | 11 stycznia 1951  |
| 10  | Mate Garković                     | administrator apostolski Zadaru (Chorwacja) | 22 lutego 1952       | 24 grudnia 1960   |
| 11  | Norman Gallagher                  | biskup pomocniczy wikariatu polowego Kanady | 25 stycznia 1963     | 16 kwietnia 1970  |